# Jonathan Garfinkel
Jonathan Garfinkel (* 1973 in Toronto) ist ein jüdisch-kanadischer Bühnenautor und Buchautor, der besonders mit seinem Stück The Trials of John Demjanjuk: A Holocaust Cabaret (deutsch: Die Demjanjuk-Prozesse) Bekanntheit erlangte. 

## Leben
Garfinkel stammt aus einem zionistischen Elternhaus und lernte Hebräisch und Jiddisch. Er besuchte die  Bialik Hebrew Day School in Toronto, die er 1987 abschloss. Vom Zionismus löste er sich als Erwachsener. Er arbeitete als Kellner, Tischler und Lehrer für englische Literatur, ehe er sich dem Schreiben widmete.
2005 veröffentlichte er den Lyrikband Glass Psalms. 2007 folgte der autobiografische Band Ambivalence, in dem er die Lösung vom Zionismus beschreibt, die insbesondere durch eine Reise nach Israel ausgelöst wurde. Während seines Aufenthalts besuchte er im Westjordanland Lager palästinensischer Flüchtlinge. Jean Hannah Edelstein urteilte über das Buch im New Statesman: „Dieses Buch ist gleichermaßen schmerzhaft wie schön zu lesen […]“.
Über sein Stück Die Demjanjuk-Prozesse, das 2004 in Kanada uraufgeführt und 2010 in Deutschland am Theater Heidelberg von Catja Baumann inszeniert wurde, schrieb Christian Gampert bei Deutschlandradio Kultur: „[…] Jonathan Garfinkel […] nimmt sich die Freiheit zu sagen: Solche Prozesse sind absurd, sie kratzen nur an der Oberfläche. Garfinkel betreibt seine Publikums-Verunsicherung allerdings mit theatralischen Mitteln, die in Deutschland bei diesem Thema neu sind: Verständnis auch für die Täter, bissige Songs, Gerichts-Satire, Holocaust-Witze.“
Auch sein Stück House of Many Tongues (deutsch Haus der vielen Zungen) wurde in Deutschland, im Schauspielhaus Bochum, von Kristo Šagor inszeniert. Im Onlineportal DerWesten schrieb Sven Westernströer: „Der Dramatiker ist kanadischer Jude. Das sollte man wissen, um zu verstehen, warum sich Garfinkel in seinem Stück einem hochsensiblen und emotional aufgeladenen Thema wie dem Nahost-Konflikt zwar mit gebotenem Respekt, aber auch mit einer gewissen Distanz und befreienden Ironie nähert. Seine Figuren, ob Israeli oder Palästinenser, sind allesamt Typen, die man gern hat […]“.
Als Autor veröffentlicht er außerdem unter anderem in der Jüdischen Allgemeinen, in The Globe and Mail und Walrus. Er lebt in Toronto, Budapest und Berlin.
Garfinkel wurde mehrfach ausgezeichnet. Er erhielt unter anderem  2006 das  Toronto Arts Council Senior Writers Stipendium und 2008 den  K. M. Hunter Award als bester Nachwuchsdramatiker. 2009 erhielt er ein Stipendium der Akademie Schloss Solitude.

## Bücher
- Gelobtes Haus. Meine Reise nach Jerusalem. Aus dem Englischen von Karoline Madabo. Mandelbaum Verlag, Wien 2021, ISBN 978-3-85476-991-0.
- Platz der Freiheit. Übersetzt von Henning Ahrens, Rowohlt Berlin, Berlin 2023, ISBN 978-3-7371-0171-4.